# Русское чудо (фильм, 1963)
«Русское чудо» (нем. Das russische Wunder) — немецкий двухсерийный документально-исторический фильм, снятый кинорежиссерами Аннели и Андре Торндайк при участии советских кинематографистов.
Премьера состоялась 5 июля 1963 года в Кремлёвском Дворце Съездов в присутствии руководства СССР и дипломатического корпуса.
Специальный предпремьерный показ для узкого круга советских кинематографистов был устроен в Доме приёмов ЦК КПСС 21-22 мая 1963 года. Показ был инициирован Н. С. Хрущёвым, который лично присутствовал на нём, а по завершении продолживший начатую 7-8 марта в «Свердловском зале» Кремля критическую беседу о советском кинематографе на негативном примере картины М. М. Хуциева «Застава Ильича».

## Сюжет
Фильм представляет историю Российской империи и СССР в XX веке как поступательное движение общества к социализму. Повествование начинается от времен Российской империи и оканчивается в 1961 году — полёте в космос Юрия Гагарина на корабле Восток-1.
В этом фильме Омск впервые был назван «городом-садом»[значимость факта?].

## Награды
- 1963 — Орден Ленина. Вручен лично Л. И. Брежневым в присутствии Н. С. Хрущёва[6]
- 1963 — Международная премия мира Всемирного совета мира
- 1963 — Национальная премия ГДР первой степени
- 1964 — Специальный приз МКФ в Мельбурне[7]
- 1964 — Премия имени Генриха Грайфа